# Eucera hirsuta
Eucera hirsuta är en biart som beskrevs av Ferdinand Morawitz 1875.
Eucera hirsuta ingår i släktet långhornsbin och familjen långtungebin. Inga underarter finns listade i Catalogue of Life.